# Poecilia vandepolli
Poecilia vandepolli là một loài cá nước ngọt thuộc chi Poecilia trong họ Cá khổng tước. Loài này được mô tả lần đầu tiên vào năm 1887.

## Phân bố và môi trường sống
P. vandepolli hiện chỉ được tìm thấy tại đảo Curaçao trong vùng Caribe.

## Mô tả
Mẫu vật lớn nhất của P. vandepolli có chiều dài cơ thể được ghi nhận là 6 cm. Cơ thể của chúng có màu nâu xám hoặc nâu vàng; dải xanh ánh kim ở hai bên lườn. Vây lưng có một đốm đen lớn ở gốc.